# Cabestana spengleri
Cabestana spengleri es una especie de molusco gasterópodo de la familia Ranellidae.

## Distribución geográfica

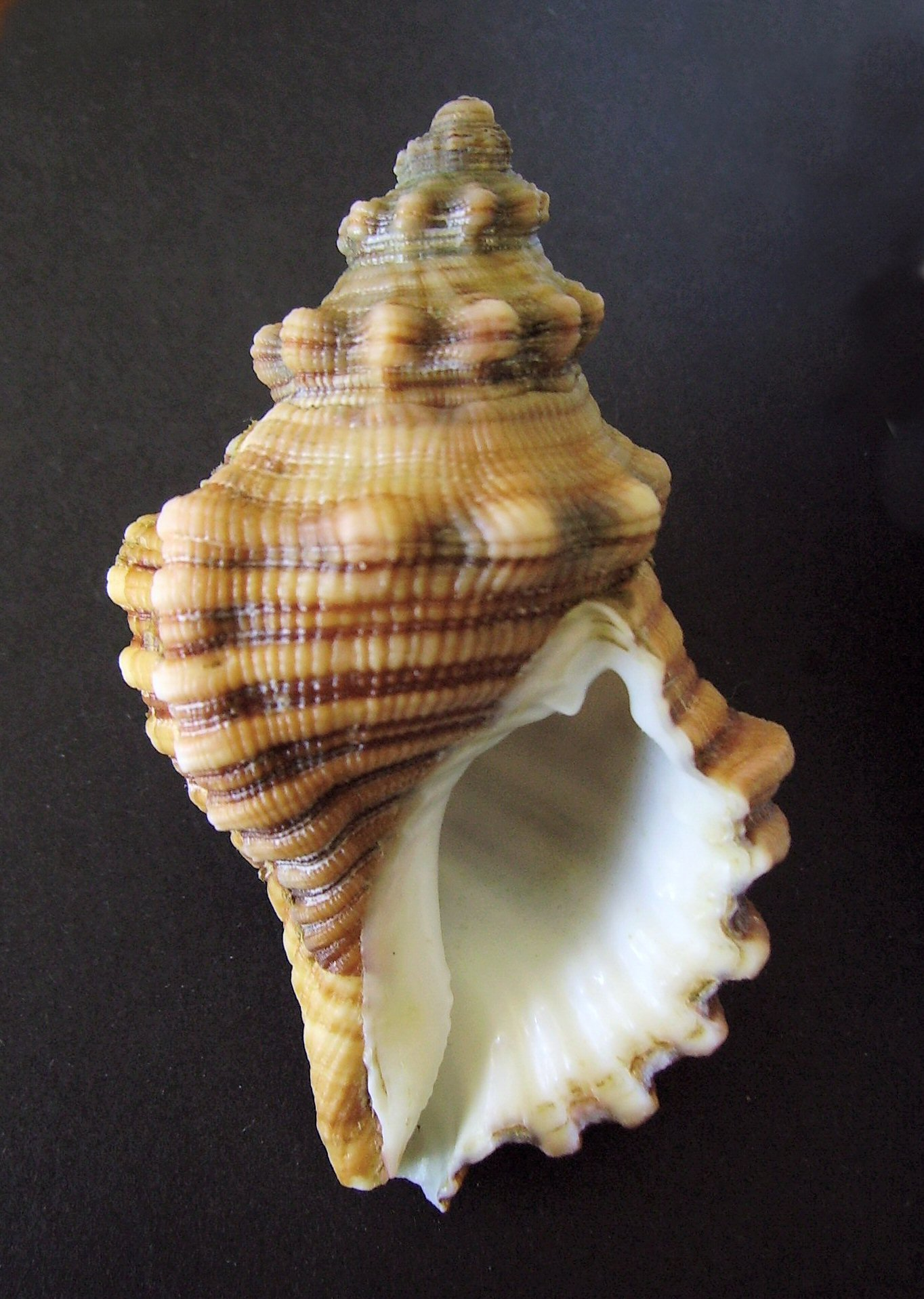
An apertural view of a shell of Cabestana spengleri

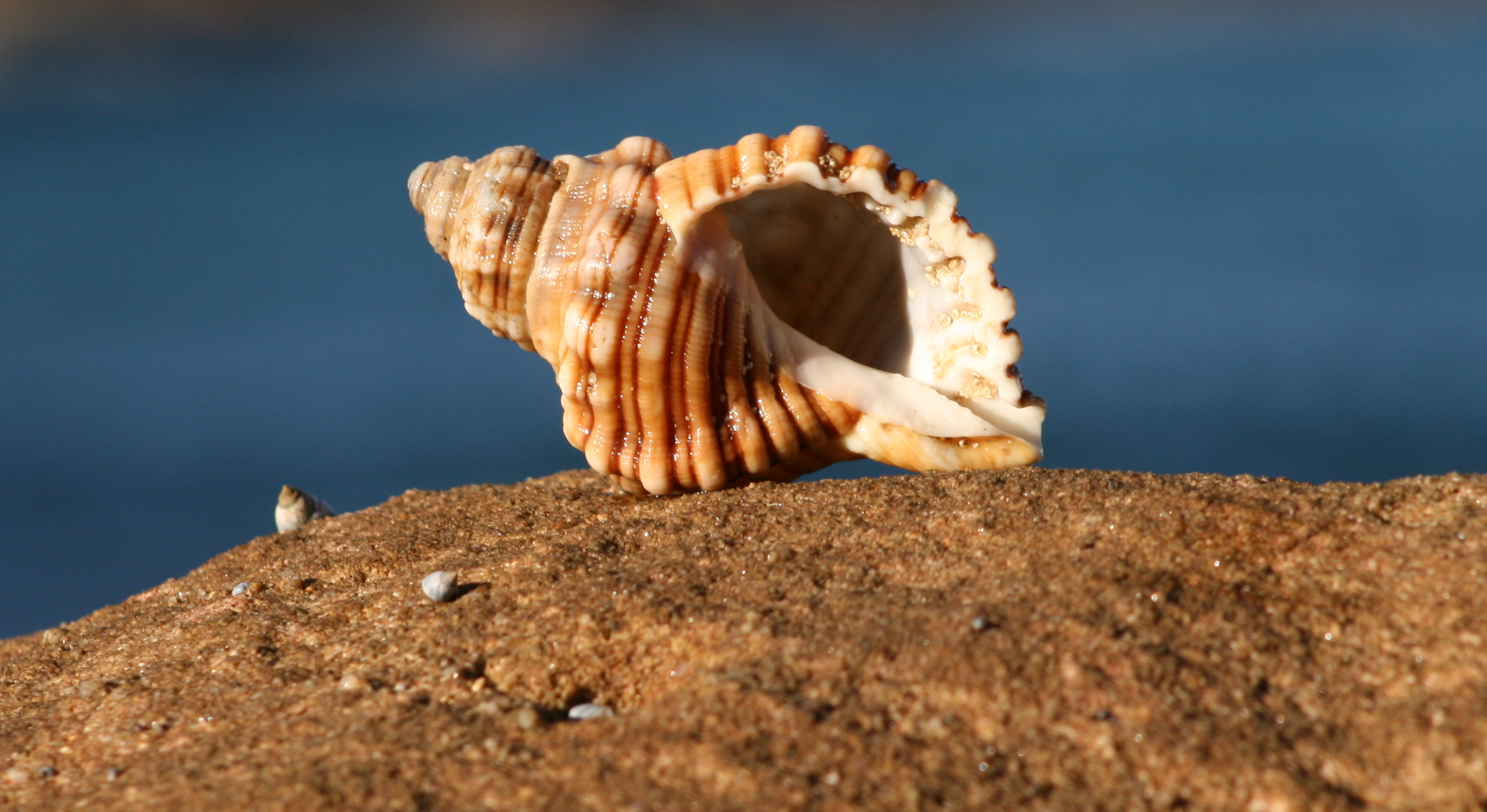
A shell of Cabestana spengleri

Se encuentra  en Nueva Zelanda.